# Paedocypris carbunculus
Paedocypris carbunculus är en fiskart som beskrevs av Ralf Britz och Maurice Kottelat 2008. Paedocypris carbunculus ingår i släktet Paedocypris och familjen karpfiskar. Inga underarter finns listade i Catalogue of Life.